# Zuglói AC
A Zuglói Athletikai Club egy megszűnt labdarúgócsapat, melynek székhelye Budapest XIV. kerületében volt. A csapat legjobb eredménye az NB I-ben egy hatodik helyezés még az 1923-24-es idényből. 1950-ben a klub beolvadt a Budafoki MTE csapatába.

## Névváltozások
- 1911 Zuglói Athletikai Club
- 1911–1915 Zuglói Sport Club
- 1915-1919 Zuglói Turul Sport Club
- 1919–1920 Zuglói Munkás Testedző Egyesület
- 1920-1923 Zuglói Atlétikai Club
- 1923–1926 Zuglói VII. Kerületi AC
- 1926-1932 Turul FC
- 1932–1949 Zuglói Atlétikai Club
- 1949-1950 Budapesti Gyárépítők SE

## Híres játékosok
* a félkövérrel írt játékosok rendelkeznek felnőtt válogatottsággal.
- Dobó Gyula
- Kovács Lajos
- Payer Imre
- Rácz Béla
- Sternberg László

## Híres edzők
- Obitz Gábor

## Sikerek
NB I
- Résztvevő: 1922-23, 1923-24, 1924-25